# Un genio in pannolino
Un genio in pannolino (Baby Geniuses) è un film del 1999 diretto da Bob Clark. Uscito nelle sale il 12 marzo 1999.

## Trama
I due gemelli Whit e Sly sono stati divisi alla nascita, il primo è stato adottato da Dan e da Robin e ha una sorella Carrie, mentre il secondo è rinchiuso in un laboratorio segreto di ricerca sull'intelligenza infantile, chiamato BabyCo., gestito dalla perfida dottoressa Elena Kinder, zia adottiva di Robin. Sly riesce a fuggire dal laboratorio usando tattiche segrete che lo portano a dormire con un barbone che lo rapisce credendo che dietro il bambino ci sia un riscatto. Fuggito anche al barbone, cerca dei nuovi vestiti da indossare e si rifugia nel centro commerciale dove trascorre la notte. Il mattino seguente avviene l'incontro con il fratello gemello, Whit, i due si scambiano, Sly è diretto verso casa del fratello, mentre Whit si ritrova in una situazione triste e nuova per lui, rinchiuso nel laboratorio. A questo punto la perfida Dottoressa Elena Kinder si rende conto che Sly riesce a farsi capire da Dan e che potrebbe rivelare quello che è successo, così invia due "scagnozzi" a prendere anche Sly. Avendo entrambi i bambini la Dr. Kinder potrebbe portare a termine il suo piano, cioè di confrontare i due soggetti, Sly e Whit, per confrontare l'intelligenza. Elena decide che per non essere arrestata, dovrà portare Whit e quindi Sly nel Liechtenstein, dove la polizia non riuscirà a trovarla. Sly riesce a ipnotizzare Lenny e Dickie, parenti di Robin, che lo portano al laboratorio della BabyCo. Sly cercherà in tutti i modi di eliminare gli "scagnozzi" di Elena, quest'ultima riuscirà a rapire Whit per partire in elicottero, ma verrà fermata da Robin, che era arrivata alla BabyCo. con l'aiuto di Carrie. Alla fine si scopre che Elena non è la vera zia di Robin e che quest'ultima è stata adottata. Elena viene arrestata e Sly viene adottato e vivrà con suo fratello gemello Whit e Carrie.

## Colonna sonora
La sigla finale è la canzone Gift of love di Randy Travis, che è la vera e propria colonna sonora del film.

## Distribuzione
In Italia è stato trasmesso anche su Italia 1.
- Francese: P'tits Génies (I piccoli geni)
- Spagnolo: Pequeños genios (I piccoli geni)
- Tedesco: Die Windel-Gang (La banda del pannolino)
- Finlandese: Vaippahousut vauhdissa
- Polacco: Geniusze w pieluchach (Geni in pannolino)
- Giapponese: ベイビー・トーキング (Bambini parlanti)
- Russo: Гениальные младенцы (I bambini brillanti)
- Thailandese: เทวดาส่งมาเกิด (Gli angeli intelligenti)
- Coreano: 위트와 슬라이 (Whit e Sly)

## Sequel
Dal film ne è stato tratto un sequel, Un genio in pannolino 2 (Superbabies: Baby Geniuses 2) 2004, però ha riscosso meno successo rispetto al primo.

## Serie TV
La serie TV, uscita come un insieme di film TV, è stata distribuita in DVD da Minerva Pictures e in streaming dal canale YouTube Film&Clips e su Prime Video doppiata in italiano. Essa si compone di 13 episodi.
| nº | Titolo italiano                 |
| -- | ------------------------------- |
| 1  | I Gioielli della Corona         |
| 2  | La Terribile Torre              |
| 3  | La Torre Pendente di Pizza      |
| 4  | Di Male in Peggio               |
| 5  | La Sindrome Cinese              |
| 6  | Un Passaggio in India           |
| 7  | Tanti Auguri Bob!               |
| 8  | Tesori dell'Egitto              |
| 9  | Space Baby Chronicles - Russia  |
| 10 | Space Baby Chronicles - Pechino |
| 11 | Space Baby Chronicles - Egitto  |
| 12 | Space Baby Chronicles - Mosca   |
| 13 | Lo Speciale di Natale           |